# Мосты (Бобруйский район)
Мосты́ (бел. Масты) — деревня в составе Глушанского сельсовета Бобруйского района Могилёвской области Республики Беларусь.

## Население
- 1999 год — 37 человек
- 2010 год — 45 человек
- 2018 год — 62 человека

## География
Мосты — деревня в Глушанском с/с, в 24 км на юго-запад от Бобруйска, 20 км от железнодорожной станции Мирадино на линии Бобруйск-Минск, 134 км от Могилёва. Рядом автодорога Бобруйск — Слуц. 23 хозяйства, 51 житель (2007).

## История
В начале XX века — урочище в Городковской волости Бобруйского уезда Минской губернии, 2 двора, 7 жителей. В 1917 году — 8 дворов, 30 жителей.
В 1921 году открыта школа. В середине 1920-х годов посёлок преобразован в деревню. В 1931 году организован колхоз «Победа». В Великую Отечественную войну 7 сельчан погибли на фронте. По переписи 1959 года — 91, в 1970 году — 107 жителей. В 1986 году — 33 хозяйства, 70 жителей, клуб, библиотека, в составе совхоза «Гороховский». Действует отделение связи.
До 20 ноября 2013 года входила в состав Гороховского сельсовета.

## Планировка
Улицы ориентированы с юго-запада на северо-восток; застройка двусторонняя, деревянная, усадебного типа.